# Noize Suppressor
Noize Suppressor – włoski zespół muzyczny, powstały w 1996 roku, grający hardcore. Obecnie tworzą go Alessandro Dilillo (DJ Bike) i Stefano Soprani (cover DJ). 

## Dyskografia

### Albumy
- The Album (2001)
- The Original N.S. Hardcore Style Album (2003)
- Hardcore Junky (2005)
- Circus Of Hell (2012)

### Single
- 1997 "Noize Suppressor"
- 1998 "Fuckin' Hard"
- 1998 "The Hardcore Sound Of Rome"
- 1999 "Noize Gang"
- 2000 "Kiss"
- 2001 "Forgeman"
- 2001 "Outlaw / Ravecity"
- 2001 "Under Paradise"
- 2001 "Overdrive"
- 2002 "Bike's Drum / Redroom"
- 2002 "Bring Da Noize!"
- 2002 "Italian Earthquake"
- 2002 "Movin' Quickly"
- 2002 "Fingherz"
- 2004 "Wash Machine"
- 2005 "Hardcore Junky"
- 2005 "Reanimation"
- 2006 "Take Control"
- 2007 "Era"
- 2007 "Fire"
- 2007 "Holes In Your Chest"
- 2008 "Chronicles"
- 2009 "Bone Crusher"
- 2009 "Nobody Like's"
- 2009 "Pole Position Lap II Anthem"